# Nhân Thục Nguyên tần
Nhân Thục Nguyên tần Hồng thị (chữ Hán: 仁淑元嬪洪氏; 1766 - 1779), là một hậu cung tần ngự của Triều Tiên Chính Tổ.

## Tiểu sử
Nguyên tần Hồng thị xuất thân danh gia, từ sĩ tộc Phong Sơn Hồng thị (豊山洪氏) của Huệ Khánh Cung Hồng thị, mẹ đẻ của Chính Tổ. Triều Tiên Tuyên Tổ có con gái là Trinh Minh công chúa (貞明公主), hạ giá lấy Vĩnh An úy Hồng Trụ Nguyên (洪柱元), sinh ra Hồng Vạn Dung (洪萬容) và Hồng Vạn Hành (洪萬衡); Huệ Khánh Cung là hậu duệ dòng của Vạn Dung, còn Nguyên tần là hậu duệ của dòng Vạn Hành. Bà là con gái của Hộ Tào Tham nghị Hồng Lạc Xuân (洪樂春), em gái của Hồng Quốc Vinh (洪國榮).
Năm 1778, Chính Tổ nhị niên, Hồng thị nhập cung, sắc phong làm Nguyên tần (元嬪), rất được thánh sủng, sau lại được ban thêm cung hiệu là Thục Xương cung (淑昌宮), ngự ở Dưỡng Tâm các (養心閣) trong Xương Đức Cung. Bà là hậu cung đầu tiên của Chính Tổ được chính thức sắc phong, nhưng chỉ hơn một năm thì qua đời, thọ khoảng 14 tuổi.
Triều Tiên Chính Tổ thương xót, truy tặng cung hiệu Hiếu Huy cung (孝徽宮). Về sau anh trai bà là Hồng Quốc Vinh mắc tội, triều thần dâng tấu rằng Nguyên tần không sinh được con nối dõi, lại là thân nhân của tội thần nên tước bỏ cung hiệu, Chính Tổ không đồng ý, vẫn cho an táng bà tại Nhân Minh viên (仁明園).
Năm 1786, tháng 1, Hộ Tào Tham phán Trịnh Thuật Tộ (鄭述祚) dâng sớ, cho rằng Nhân Minh viên bất quá chỉ là mộ phần của một hậu cung, hơn nữa 2 chữ Nhân Minh nằm trong thụy hiệu của Văn Định Vương hậu. Một hậu cung lại có huy hiệu của Vương hậu, là sai điển chế, đề nghị thủ tiêu viên hiệu của Nhân Minh viên. Chính Tổ dưới sức ép của quần thần Nho sĩ, tháng 11 năm đó nhà vua đồng ý phế bỏ viên hiệu cũng như cung hiệu của Nguyên tần, gọi là Nguyên tần mộ (元嬪墓).